# 영어 시험 목록
다음은 영어 시험의 목록이다.

## 대한민국
- MATE : 숙명여자대학교가 개발한 시험이다.
- NEAT : 교육과학기술부가 개발한 시험이다.
- TEPS : 1999년 서울대학교 언어교육원이 개발한 시험이다. 서울대학교발전기금의 텝스관리위원회에서 시행하고 있다.
  - i-TEPS
  - TEPS Speaking & Writing
- TOSEL : 고려대학교가 개발한 시험이다.
- 무역영어 : 대한상공회의소가 개발한 시험이다.

## 영국
- IELTS :  영국 문화원이 개발한 시험이다.
- 잉글리시스코어 : 2019년 영국 문화원이 개발한 모바일 기반의 시험이다. 2021년 대한민국에 도입되었다.

## 미국
- G-TELP : 1985년 샌디에고 주립 대학교, 캘리포니아 대학교 로스앤젤레스, 조지타운 대학교 교수진이 개발한 시험이다. 국제 테스트 연구원에서 시행하고 있다.
  - G-TELP Speaking
  - G-TELP Writing
  - G-TELP Jr.
- TOEFL : 에듀케이셔널 테스팅 서비스가 개발한 시험이다.
  - TOEFL Essentials
  - TOEFL Junior
  - TOEFL Primary
- TOEIC : 1979년 에듀케이셔널 테스팅 서비스가 일본 경제 단체 연합회의 요청에 따라 개발한 시험이다.
  - TOEIC Speaking
  - TOEIC Writing
  - TOEIC Bridge
  - TOEIC Bridge Speaking
  - TOEIC Bridge Writing
- 듀오링고 잉글리시 테스트 : 듀오링고가 개발한 시험이다.